# Neonaphorura
Neonaphorura är ett släkte av urinsekter. Neonaphorura ingår i familjen blekhoppstjärtar.
Släktet innehåller bara arten Neonaphorura duboscqi.